# Campeonato Europeo de Baloncesto Masculino de 1953
La edición VIII del Campeonato Europeo de Baloncesto se celebró en la Unión Soviética del 24 de mayo al 5 de junio de 1953 en la ciudad de Moscú. El torneo contó con la participación de 17 selecciones nacionales.
La medalla de oro fue para la selección de Unión Soviética, la medalla de plata fue para la selección de Hungría y la medalla de bronce para la selección de Francia.

## Grupos
Los 17 equipos participantes fueron divididos en cuatro grupos de la forma siguiente:
| Grupo A        | Grupo B          | Grupo C         | Grupo D    |
| -------------- | ---------------- | --------------- | ---------- |
| Italia         | Egipto           | Bélgica         | Bulgaria   |
| Rumania        | Alemania Federal | Dinamarca       | Finlandia  |
| Suiza          | Francia          | Unión Soviética | Israel     |
| Checoslovaquia | Suecia           | Hungría         | Yugoslavia |
|                |                  |                 | Líbano     |

## Primera fase

### Grupo A
| Equipo         | J | G | P | T+  | T-  | DT   | PTS |
| -------------- | - | - | - | --- | --- | ---- | --- |
| Suiza          | 3 | 3 | 0 | 202 | 107 | +95  | 6   |
| Italia         | 3 | 2 | 1 | 186 | 135 | +52  | 5   |
| Rumania        | 3 | 1 | 2 | 148 | 146 | +2   | 4   |
| Checoslovaquia | 3 | 0 | 3 | 101 | 250 | -149 | 3   |

| Fecha    | Partido        | Partido | Partido        | Resultado |
| -------- | -------------- | ------- | -------------- | --------- |
| 24.05.53 | Suiza          | -       | Checoslovaquia | 94-33     |
| 24.05.53 | Italia         | -       | Rumania        | 61-43     |
| 25.05.53 | Suiza          | -       | Rumania        | 49-31     |
| 25.05.53 | Checoslovaquia | -       | Italia         | 32-82     |
| 26.05.53 | Suiza          | -       | Italia         | 59-43     |
| 26.05.53 | Rumania        | -       | Checoslovaquia | 74-36     |

### Grupo B
| Equipo           | J | G | P | T+  | T-  | DT   | PTS |
| ---------------- | - | - | - | --- | --- | ---- | --- |
| Egipto           | 3 | 3 | 0 | 223 | 125 | +98  | 6   |
| Alemania Federal | 3 | 2 | 1 | 199 | 151 | +48  | 5   |
| Alemania Federal | 3 | 1 | 2 | 150 | 187 | -37  | 4   |
| Suecia           | 3 | 0 | 3 | 96  | 205 | -109 | 3   |

| Fecha    | Partido          | Partido | Partido          | Resultado |
| -------- | ---------------- | ------- | ---------------- | --------- |
| 24.05.53 | Suecia           | -       | Alemania Federal | 37-65     |
| 25.05.53 | Francia          | -       | Alemania Federal | 76-44     |
| 25.05.53 | Egipto           | -       | Suecia           | 75-26     |
| 26.05.53 | Francia          | -       | Suecia           | 65-33     |
| 26.05.53 | Alemania Federal | -       | Egipto           | 41-74     |
| 27.05.53 | Francia          | -       | Egipto           | 58-74     |

### Grupo C
| Equipo          | J | G | P | T+  | T-  | DT   | PTS |
| --------------- | - | - | - | --- | --- | ---- | --- |
| Unión Soviética | 3 | 3 | 0 | 241 | 99  | +142 | 6   |
| Hungría         | 3 | 2 | 1 | 206 | 129 | +77  | 5   |
| Bélgica         | 3 | 1 | 2 | 122 | 151 | -29  | 4   |
| Dinamarca       | 3 | 0 | 3 | 79  | 269 | -190 | 3   |

| Fecha    | Partido         | Partido | Partido   | Resultado |
| -------- | --------------- | ------- | --------- | --------- |
| 24.05.53 | Hungría         | -       | Dinamarca | 95-30     |
| 24.05.53 | Unión Soviética | -       | Bélgica   | 59-31     |
| 25.05.53 | Unión Soviética | -       | Dinamarca | 118-14    |
| 25.05.53 | Hungría         | -       | Bélgica   | 57-35     |
| 26.05.53 | Dinamarca       | -       | Bélgica   | 35-56     |
| 26.05.53 | Unión Soviética | -       | Hungría   | 64-54     |

### Grupo D
| Equipo     | J | G | P | T+  | T-  | DT  | PTS |
| ---------- | - | - | - | --- | --- | --- | --- |
| Israel     | 4 | 3 | 1 | 178 | 141 | +37 | 7   |
| Yugoslavia | 4 | 3 | 1 | 218 | 170 | +48 | 7   |
| Bulgaria   | 4 | 3 | 1 | 230 | 182 | +48 | 7   |
| Finlandia  | 4 | 1 | 3 | 184 | 219 | -35 | 5   |
| Líbano     | 4 | 0 | 4 | 159 | 157 | -98 | 4   |

| Fecha    | Partido    | Partido | Partido    | Resultado |
| -------- | ---------- | ------- | ---------- | --------- |
| 23.05.53 | Bulgaria   | -       | Finlandia  | 61-45     |
| 23.05.53 | Líbano     | -       | Yugoslavia | 51-95     |
| 24.05.53 | Líbano     | -       | Bulgaria   | 51-94     |
| 24.05.53 | Israel     | -       | Finlandia  | 60-36     |
| 25.05.53 | Bulgaria   | -       | Israel     | 48-61     |
| 25.05.53 | Finlandia  | -       | Yugoslavia | 37-41     |
| 26.05.53 | Finlandia  | -       | Líbano     | 66-57     |
| 26.05.53 | Yugoslavia | -       | Israel     | 57-55     |
| 27.05.53 | Yugoslavia | -       | Bulgaria   | 25-27     |
| 27.05.53 | Israel     | -       | Líbano     | 2-0       |

## Puestos 9 a 17

### Grupo 1
| Equipo           | J | G | P | T+  | T-  | DT   | PTS |
| ---------------- | - | - | - | --- | --- | ---- | --- |
| Bulgaria         | 3 | 3 | 0 | 255 | 128 | +127 | 6   |
| Checoslovaquia   | 3 | 2 | 1 | 168 | 163 | +5   | 5   |
| Alemania Federal | 3 | 1 | 2 | 145 | 164 | -19  | 4   |
| Dinamarca        | 3 | 0 | 3 | 99  | 212 | -113 | 3   |

| Fecha    | Partido          | Partido | Partido          | Resultado |
| -------- | ---------------- | ------- | ---------------- | --------- |
| 28.05.53 | Bulgaria         | -       | Dinamarca        | 96-26     |
| 28.05.53 | Alemania Federal | -       | Checoslovaquia   | 44-51     |
| 30.05.53 | Bulgaria         | -       | Checoslovaquia   | 77-52     |
| 30.05.53 | Dinamarca        | -       | Alemania Federal | 31-51     |
| 02.06.53 | Bulgaria         | -       | Alemania Federal | 82-50     |
| 02.06.53 | Checoslovaquia   | -       | Dinamarca        | 65-42     |

### Grupo 2
| Equipo    | J | G | P | T+  | T-  | DT   | PTS |
| --------- | - | - | - | --- | --- | ---- | --- |
| Bélgica   | 4 | 3 | 1 | 263 | 213 | +50  | 7   |
| Finlandia | 4 | 3 | 1 | 216 | 185 | +31  | 7   |
| Rumania   | 4 | 3 | 1 | 250 | 213 | +37  | 7   |
| Líbano    | 4 | 1 | 3 | 241 | 235 | +6   | 5   |
| Suecia    | 4 | 0 | 4 | 156 | 280 | -124 | 4   |

| Fecha    | Partido   | Partido | Partido   | Resultado |
| -------- | --------- | ------- | --------- | --------- |
| 28.05.53 | Bélgica   | -       | Líbano    | 74-66     |
| 28.05.53 | Suecia    | -       | Finlandia | 32-55     |
| 29.05.53 | Bélgica   | -       | Suecia    | 75-38     |
| 29.05.53 | Rumania   | -       | Finlandia | 51-59     |
| 30.05.53 | Rumania   | -       | Bélgica   | 60-55     |
| 30.05.53 | Líbano    | -       | Suecia    | 76-43     |
| 31.05.53 | Finlandia | -       | Bélgica   | 49-59     |
| 31.05.53 | Líbano    | -       | Rumania   | 56-65     |
| 02.06.53 | Suecia    | -       | Rumania   | 43-74     |
| 02.06.53 | Finlandia | -       | Líbano    | 53-43     |

### Puestos del 9 al 12
|  | Puestos del 9 al 12 | Puestos del 9 al 12 |    |           | Puesto 9       | Puesto 9 |  |
|  |                     |                     |    |           |                |          |  |
|  |                     |                     |    |           |                |          |  |
|  |                     |                     |    |           |                |          |  |
|  | Bulgaria            | 57                  |    |           |                |          |  |
|  | Finlandia           | 45                  |    |           |                |          |  |
|  |                     |                     |    |           |                |          |  |
|  |                     |                     |    |           |                |          |  |
|  |                     |                     |    |           | Bulgaria       | 71       |  |
|  |                     | Bélgica             | 52 |           |                |          |  |
|  |                     |                     |    |           |                |          |  |
|  |                     |                     |    |           |                |          |  |
|  |                     |                     |    |           | Puesto 11      |          |  |
|  |                     |                     |    |           |                |          |  |
|  | Bélgica             | 59                  |    | Finlandia | 45             |          |  |
|  | Checoslovaquia      | 43                  |    |           | Checoslovaquia | 51       |  |

### Puestos del 13 al 16
|  | Puestos del 13 al 16 | Puestos del 13 al 16 |    |        | Puesto 13        | Puesto 13 |  |
|  |                      |                      |    |        |                  |           |  |
|  |                      |                      |    |        |                  |           |  |
|  |                      |                      |    |        |                  |           |  |
|  | Alemania Federal     | 58                   |    |        |                  |           |  |
|  | Líbano               | 56                   |    |        |                  |           |  |
|  |                      |                      |    |        |                  |           |  |
|  |                      |                      |    |        |                  |           |  |
|  |                      |                      |    |        | Alemania Federal | 59        |  |
|  |                      | Rumania              | 69 |        |                  |           |  |
|  |                      |                      |    |        |                  |           |  |
|  |                      |                      |    |        |                  |           |  |
|  |                      |                      |    |        | Puesto 15        |           |  |
|  |                      |                      |    |        |                  |           |  |
|  | Rumania              | 80                   |    | Líbano | 74               |           |  |
|  | Dinamarca            | 53                   |    |        | Dinamarca        | 40        |  |

### Puestos del 13º al 16º
| Fecha    | Partido          | Partido | Partido   | Resultado |
| -------- | ---------------- | ------- | --------- | --------- |
| 03.06.53 | Alemania Federal | -       | Líbano    | 58-56     |
| 03.06.53 | Rumania          | -       | Dinamarca | 80-53     |

### Puestos del 9º al 12º
| Fecha    | Partido  | Partido | Partido        | Resultado |
| -------- | -------- | ------- | -------------- | --------- |
| 03.06.53 | Bulgaria | -       | Finlandia      | 57-45     |
| 03.06.53 | Bélgica  | -       | Checoslovaquia | 59-43     |

### Decimoquinto puesto
| Fecha    | Partido | Partido | Partido   | Resultado |
| -------- | ------- | ------- | --------- | --------- |
| 04.06.53 | Líbano  | -       | Dinamarca | 74-40     |

### Decimotercer puesto
| Fecha    | Partido          | Partido | Partido | Resultado |
| -------- | ---------------- | ------- | ------- | --------- |
| 04.06.53 | Alemania Federal | -       | Rumania | 59-69     |

### Undécimo puesto
| Fecha    | Partido   | Partido | Partido        | Resultado |
| -------- | --------- | ------- | -------------- | --------- |
| 04.06.53 | Finlandia | -       | Checoslovaquia | 45-51     |

### Noveno puesto
| Fecha    | Partido  | Partido | Partido | Resultado |
| -------- | -------- | ------- | ------- | --------- |
| 04.06.53 | Bulgaria | -       | Bélgica | 71-52     |

## Fase final

### Puestos 1 a 8
| Equipo          | J | G | P | T+  | T-  | DT   | PTS |
| --------------- | - | - | - | --- | --- | ---- | --- |
| Unión Soviética | 7 | 7 | 0 | 444 | 265 | +179 | 14  |
| Hungría         | 7 | 4 | 3 | 375 | 282 | +93  | 11  |
| Francia         | 7 | 4 | 3 | 391 | 374 | +17  | 11  |
| Suiza           | 7 | 4 | 3 | 387 | 332 | +55  | 11  |
| Israel          | 7 | 4 | 3 | 238 | 327 | -89  | 11  |
| Yugoslavia      | 7 | 3 | 4 | 334 | 370 | -36  | 10  |
| Italia          | 7 | 1 | 6 | 323 | 387 | -64  | 8   |
| Egipto          | 7 | 1 | 6 | 271 | 426 | -155 | 7   |

| Fecha    | Partido         | Partido | Partido         | Resultado |
| -------- | --------------- | ------- | --------------- | --------- |
| 28.05.53 | Unión Soviética | -       | Suiza           | 49-41     |
| 28.05.53 | Hungría         | -       | Italia          | 49-38     |
| 28.05.53 | Francia         | -       | Egipto          | 73-62     |
| 28.05.53 | Israel          | -       | Yugoslavia      | 40-29     |
| 29.05.53 | Unión Soviética | -       | Francia         | 80-51     |
| 29.05.53 | Hungría         | -       | Egipto          | 89-50     |
| 29.05.53 | Yugoslavia      | -       | Suiza           | 66-64     |
| 29.05.53 | Israel          | -       | Italia          | 47-42     |
| 30.05.53 | Hungría         | -       | Unión Soviética | 24-29     |
| 30.05.53 | Yugoslavia      | -       | Francia         | 39-56     |
| 30.05.53 | Israel          | -       | Suiza           | 59-53     |
| 30.05.53 | Italia          | -       | Egipto          | 51-60     |
| 31.05.53 | Italia          | -       | Unión Soviética | 54-88     |
| 31.05.53 | Yugoslavia      | -       | Hungría         | 51-69     |
| 31.05.53 | Suiza           | -       | Francia         | 55-47     |
| 31.05.53 | Israel          | -       | Egipto          | 2-0       |
| 02.06.53 | Egipto          | -       | Unión Soviética | 27-66     |
| 02.06.53 | Suiza           | -       | Hungría         | 44-39     |
| 02.06.53 | Israel          | -       | Francia         | 45-62     |
| 02.06.53 | Italia          | -       | Yugoslavia      | 45-48     |
| 03.06.53 | Israel          | -       | Unión Soviética | 25-75     |
| 03.06.53 | Francia         | -       | Hungría         | 50-39     |
| 03.06.53 | Suiza           | -       | Italia          | 43-39     |
| 03.06.53 | Egipto          | -       | Yugoslavia      | 39-58     |
| 04.06.53 | Unión Soviética | -       | Yugoslavia      | 57-43     |
| 04.06.53 | Israel          | -       | Hungría         | 20-66     |
| 04.06.53 | Francia         | -       | { Italia        | 52-54     |
| 04.06.53 | Egipto          | -       | Suiza           | 33-87     |

## Medallero
|                 |         |         |
| Unión Soviética | Hungría | Francia |

## Clasificación final
| 1. - Unión Soviética 10-0  |
| 2. - Hungría 6-4           |
| 3. - Francia 6-4           |
| 4. - Checoslovaquia 7-3    |
| 5. - Israel 7-4            |
| 6. - Yugoslavia 6-5        |
| 7. - Italia 3-7            |
| 8. - Egipto 4-6            |
| 9. - Bulgaria 8-1          |
| 10. - Bélgica 5-4          |
| 11. - Suiza 3-5            |
| 12. - Finlandia 4-6        |
| 13. - Rumania 6-3          |
| 14. - Alemania Federal 3-5 |
| 15. - Líbano 2-8           |
| 16. - Dinamarca 0-8        |
| 17. - Suecia 0-7           |

## Trofeos individuales

### Mejor jugadorMVP
- Anatoly Konev

## Plantilla de los 4 primeros clasificados
1.Unión Soviética: Otar Korkia, Stepas Butautas, Armenak Alachachian, Ilmar Kullam, Heino Kruus, Anatoly Konev, Alexander Moiseev, Kazimieras Petkevičius, Justinas Lagunavičius, Yuri Ozerov, Algirdas Lauritėnas, Viktor Vlasov, Gunars Silins, Lev Reshetnikov (Entrenador: Konstantin Travin)
2.Hungría: Janos Greminger, Tibor Mezőfi, Tibor Zsiros, László Bánhegyi, Pal Bogar, György Bokor, Tibor Cselko, Tibor Czinkan, Janos Hody, László Hódi, Ede Komaromi, Peter Papp, Tibor Remay, Janos Simon (Entrenador: Janos Pader)
3.Francia: André Buffière, René Chocat, Jacques Dessemme, Jacques Freimuller, Claude Gallay, Robert Guillin, Roger Haudegand, Robert Monclar, Jean Perniceni, Bernard Planque, Marc Quiblier, Henri Rey, Justy Specker, André Vacheresse (Entrenador: Robert Busnel)
4.Checoslovaquia: Ivan Mrazek, Jiří Baumruk, Zdeněk Bobrovský, Miroslav Škeřík, Jaroslav Šíp, Jan Kozák, Zdeněk Rylich, Radoslav Sip, Jaroslav Tetiva, Jindřich Kinský, Lubomír Kolář, Rudolf Stanček, Evžen Horňák (Entrenador: Lubomír Dobrý)